# Valhermoso
Valhermoso es un municipio y localidad española de la provincia de Guadalajara, en la comunidad autónoma de Castilla-La Mancha. El término municipal tiene una población de 18 habitantes (INE 2024).

## Geografía
El clima de la localidad es continental con influencia de montaña: inviernos muy fríos y veranos suaves. La máxima altura del término municipal es la cumbre de La Piedra (1266 m).

## Núcleos de población
- Valhermoso
- Escalera

## Fauna y flora
- Una parte de su término municipal se encuentra enclavada en el parque natural del Alto Tajo.
- Caza mayor: ciervos, corzos, jabalíes, gamos y cabras montesas.
- Caza menor: perdiz, conejo y liebre.
- Abundan las sabinas (especie protegida), las encinas y las plantas aromáticas (tomillo y espliego principalmente).

## Historia
Hacia mediados del siglo XIX, el lugar tenía contabilizada una población de 169 habitantes. La localidad aparece descrita en el decimoquinto volumen del Diccionario geográfico-estadístico-histórico de España y sus posesiones de Ultramar de Pascual Madoz de la siguiente manera:

VALLEHERMOSO: l con ayunt. de la prov. de Guadulajara (22 leg.), part. jud. de Molina (2), aud. terr. de Madrid (32), c. g. de Castilla la Nueva, dióc. de Sigüenza (12): sit. en una colina, con buena ventilacion y clima sano. Tiene 65 casas; la consistorial con cárcel; escuela de instruccion primaria, frecuentada por 20 alumnos, á cargo de un maestro pagado por los fondos públicos y ademas una corta retribucion de los discípulos; hay una fuente de buenas aguas; una igl. parr. (La Asuncion de Ntra. Sra.), matriz de la de Teroleja. Confina el térm. con los de Ventosa, Teroleja, Tierzo y Cuevas Minadas. El terreno es escabroso y de mediana calidad; comprende buenos trozos de monte. caminos: los locales. correo: se recibe y despacha en Molina. prod.: cereales, legumbres, leñas de combustible y buenos pastos, con los que se mantiene ganado lanar, cabrio y vacuno; hay caza de venados, corzos, liebres y perdices. pobl.: 43 vec., 169 alm. cap. prod.: 953,334 rs. imp.: 57.200. contr.: 2,416.
(Madoz, 1849, p. 600)

## Demografía
Valhermoso cuenta con una población de 18 habitantes (INE 2024).
| Gráfica de evolución demográfica de Valhermoso entre 1842 y 2021 |
| |
| Población de derecho según los censos de población del INE Población de hecho según los censos de población del INEEntre el censo de 1857 y el anterior, crece el término del municipio porque incorpora a Escalera |

| 305           | 355 | 243 | 263 | 42 | 44 | 38 | 44 |
| (Fuente: INE) |     |     |     |    |    |    |    |

## Patrimonio
- Iglesia de la Asunción de Nuestra Señora.[2] Con interesante artesonado de madera. En ella se veneran las imágenes del Santísimo Cristo de los Milagros y de San Antonio de Padua.
- Casa grande, típica casona molinesa del siglo XVIII, en muy buen estado, si bien cuenta con elementos( ventanas de aluminio persianas de pvc y algunos otros)que no están en consonancia con el estilo arquitectónico de la construcción.
- Ermita de la Soledad. Se encuentra a la entrada del pueblo, en ella se guardan las imágenes de un Cristo yacente y de la Virgen de la Soledad.

## Fiestas
- 13 de junio en honor a San Antonio de Padua y el 14 de septiembre en honor al Santísimo Cristo de los Milagros. Romería al cercano Santuario del Hoz que se celebra el primer sábado después de San Antonio, el Ayuntamiento invita a comer a todos los asistentes a la misma.